# نورمان إيلا
نورمان إيلا (بالإنجليزية: Norman Ella)‏ هو مجدف أسترالي، ولد في 18 يونيو 1910 في سيدني في أستراليا، وتوفي في 19 يناير 1987.

## وصلات خارجية
- نورمان إيلا على موقع الاتحاد الدولي للتجديف (الإنجليزية)
- نورمان إيلا على موقع اللجنة الأولمبية الدولية (الإنجليزية)
- نورمان إيلا على موقع أوليمبيديا (الإنجليزية)
- نورمان إيلا على موقع اللجنة الأولمبية الأسترالية (الإنجليزية)